# Rapisma corundum
Rapisma corundum is een insect uit de familie van de Ithonidae, die tot de orde netvleugeligen (Neuroptera) behoort. 
Rapisma corundum is voor het eerst wetenschappelijk beschreven door P. Barnard in 1981.